# Gilberto Pichetto Fratin
Gilberto Pichetto Fratin (Veglio, 4 gennaio 1954) è un politico italiano, dal 22 ottobre 2022 ministro dell'ambiente e della sicurezza energetica nel governo Meloni.
Deputato alla Camera dal 13 ottobre 2022, esponente di lungo corso di Forza Italia, dove ha ricoperto l'incarico di coordinatore regionale in Piemonte dal 4 gennaio 2014 al 18 ottobre 2018, è stato a lungo consigliere regionale in Piemonte (1995-2008; 2014-2018), vicepresidente della Regione Piemonte dal 3 aprile 2013 al 9 giugno 2014 e senatore della Repubblica nelle legislature XVI e XVIII.

## Biografia
Nato il 4 gennaio 1954 a Veglio, piccolo borgo nell’allora provincia di Vercelli, oggi provincia di Biella, frequenta l'Università degli Studi di Torino, dove si laurea in economia e commercio nel 1978. Successivamente intraprende l'attività di commercialista con studio a Biella, iscrivendosi all’Albo dei Revisori contabili, e per qualche anno insegna ragioneria, tecnica bancaria e commerciale e materie economiche negli istituti tecnici di Biella.

### Gli inizi in politica
La sua attività politica inizia tra le file del Partito Repubblicano Italiano, quando a soli 21 anni entra nel consiglio comunale di Gifflenga, di cui farà parte dal 1975 al 1980; poi tra il 1985 e il 1994 è stato vicesindaco di Biella sotto i democristiani Luigi Squillario, Luigi Petrini e Gianluca Susta, oltre che assessore con delega all’ambiente fino al 1992 e successivamente con deleghe all'urbanistica ed edilizia privata.
Con la discesa in campo nella politica di Silvio Berlusconi, aderisce a Forza Italia, dove alle elezioni regionali in Piemonte del 1995 si candida tra le sue liste, nella mozione del deputato forzista Enzo Ghigo (ex dirigente del gruppo Publitalia-Fininvest), venendo eletto nella circoscrizione di Biella in consiglio regionale del Piemonte, diventando poi presidente della I Commissione. Due anni dopo viene nominato assessore con deleghe regionali all'industria, all'artigianato e al commercio nella giunta regionale di Enzo Ghigo. Gli incarichi gli vengono confermati nel 2000 nella seconda giunta regionale di Ghigo, mentre nel 2005 rimane all'opposizione in seguito alla vittoria della coalizione di centro-sinistra L'Unione nelle elezioni regionali.

### Elezione a senatore
Alle elezioni politiche del 2008 è stato candidato al Senato della Repubblica, ed eletto senatore tra le liste del Popolo della Libertà nella circoscrizione Piemonte in decima posizione, dimettendosi dal consiglio regionale per via dell'incompatibilità tra le due cariche. Ciò lo porta a rinunciare ancora all'elezione a consigliere nel 2010; il nuovo presidente Roberto Cota lo sceglie comunque per l'incarico di assessore regionale al Bilancio.
Candidato alla Camera dei deputati per il PdL alle elezioni politiche del 2013, risulta il primo dei non eletti a causa della vittoria della coalizione di centro-sinistra Italia. Bene Comune, che riesce a conquistare il premio di maggioranza, e la scelta del segretario del PdL Angelino Alfano, candidato ed eletto in più circoscrizioni, di optare per quella di Piemonte 1.

### Vicepresidente della Regione Piemonte
Il 3 aprile 2013 Pichetto Fratin viene nominato da Roberto Cota come nuovo vicepresidente della Regione Piemonte, ottenendo le deleghe alle finanze, programmazione economico-finanziaria, patrimonio, legale e contenzioso, oltre a mantenere la guida dell'assessorato al Bilancio, subentrando così a Ugo Cavallera, assessore al lavoro e alle politiche sociali, dimissionario dopo aver ricevuto da Cota le deleghe alla Sanità.
Il 16 novembre 2013, con la sospensione delle attività del Popolo della Libertà, aderisce alla rinascita di Forza Italia, venendo nominato il successivo 4 gennaio 2014 da Silvio Berlusconi coordinatore regionale in Piemonte.

### Corsa alla Presidenza della Regione Piemonte
Dopo l'annullamento del TAR delle elezioni regionali piemontesi del 2010 e la conseguente decadenza di Roberto Cota da presidente, Pichetto Fratin viene scelto da Forza Italia, fortemente voluto da Silvio Berlusconi e annunciato dal suo vice-coordinatore regionale in Piemonte Osvaldo Napoli, come candidato alla presidenza della Regione Piemonte per la coalizione di centro-destra in vista delle elezioni regionali del 2014. L'accettazione della sua candidatura non è però unanime: Fratelli d'Italia, che avrebbe voluto indire le primarie di coalizione, sceglie infatti di appoggiare l'ex sottosegretario alla difesa Guido Crosetto alla presidenza, mentre il Nuovo Centrodestra e l'UdC, anche loro per le primarie, puntano sul neo-viceministro della giustizia del governo Renzi Enrico Costa.
Alla tornata elettorale Pichetto Fratin viene largamente sconfitto, ottenendo il 22,09% dei voti rispetto al più del doppio (47,09%) dell'ex sindaco di Torino Sergio Chiamparino (sostenuto dal PD e il centro-sinistra), ma riesce a superare gli altri candidati (Davide Bono del Movimento 5 Stelle, Crosetto, Costa e Mauro Filingeri per L'Altro Piemonte a Sinistra), ottenendo il seggio in consiglio regionale che gli è riservato in quanto candidato presidente secondo classificato.

### Ritorno al Senato

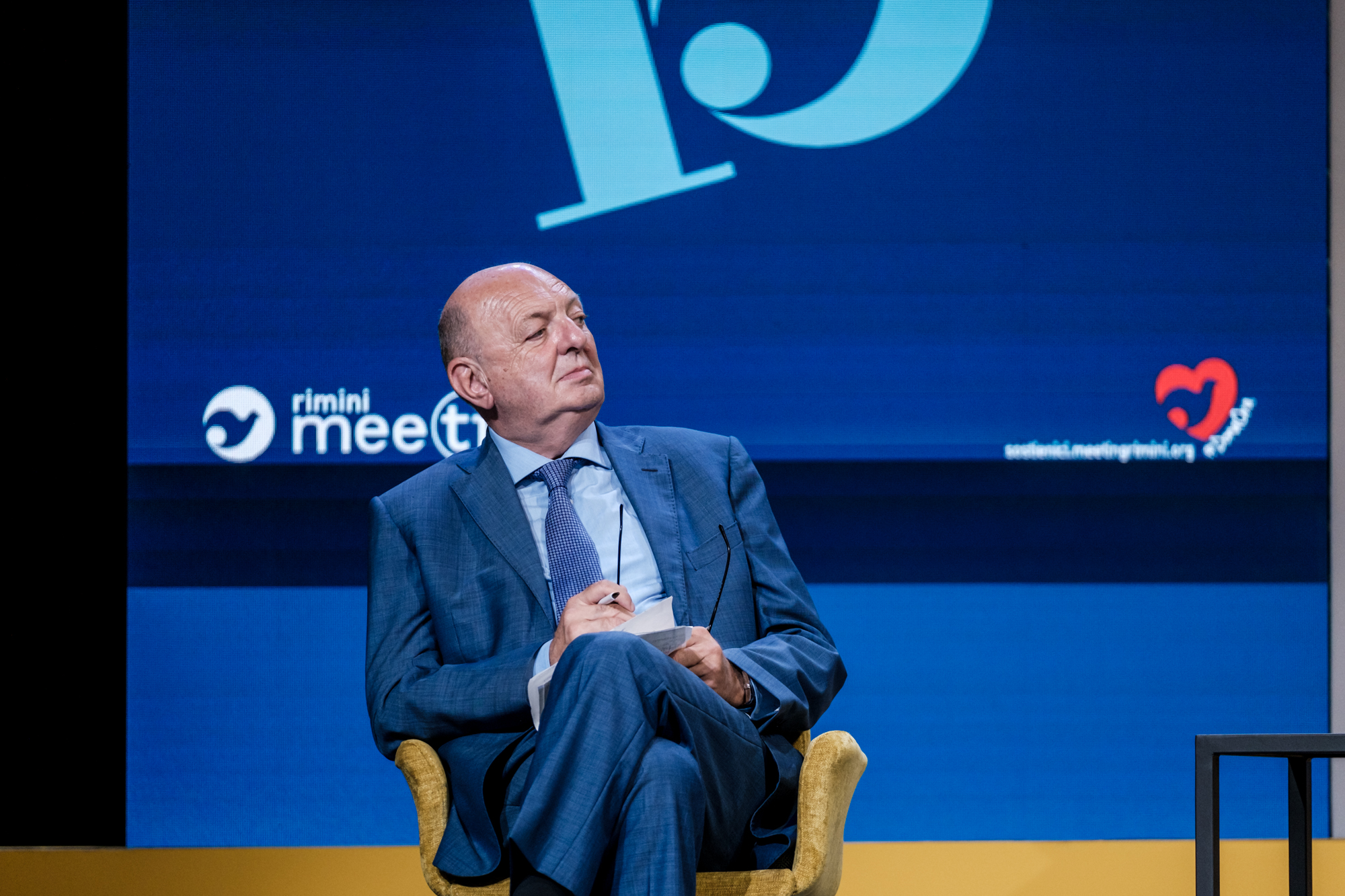
Gilberto Pichetto Fratin al Meeting di Rimini del 2021

Alle elezioni politiche del 2018 viene ricandidato al Senato della Repubblica nel collegio uninominale di Vercelli, per la coalizione di centro-destra in quota forzista, dove viene rieletto senatore con il 46,97% dei voti contro il candidato del Movimento 5 Stelle Ezio Conti (23,82%) e del centro-sinistra, in quota Partito Democratico, Cristina Bargero (22,63%).
Il 18 ottobre 2018 viene commissariato e sostituito al coordinamento di Forza Italia in Piemonte dal neo-deputato Paolo Zangrillo, dopo il modesto risultato ottenuto dal partito alle politiche di quell'anno.
Nel dicembre 2019 è tra i 64 firmatari (di cui 41 di Forza Italia) per il referendum confermativo sul taglio dei parlamentari: pochi mesi prima i senatori berlusconiani avevano disertato l'aula in occasione della votazione sulla riforma costituzionale.
Nel 2020 diventa capogruppo di Forza Italia nella 5ª Commissione Bilancio del Senato e Responsabile nazionale del Dipartimento Finanze e Bilancio di Forza Italia.
Il 25 febbraio 2021 viene indicato come sottosegretario allo sviluppo economico nel governo Draghi, nominato dal Consiglio dei Ministri il 1º marzo e affianca il ministro leghista Giancarlo Giorgetti. Il 15 aprile, con decreto del Presidente della Repubblica, gli viene attribuito il titolo di viceministro. Da viceministro dello sviluppo economico coordina il tavolo automotive, si occupa della riconversione delle aziende a elevato impatto ambientale e segue la stesura del ddl concorrenza.

### Elezione a deputato e Ministro dell'ambiente

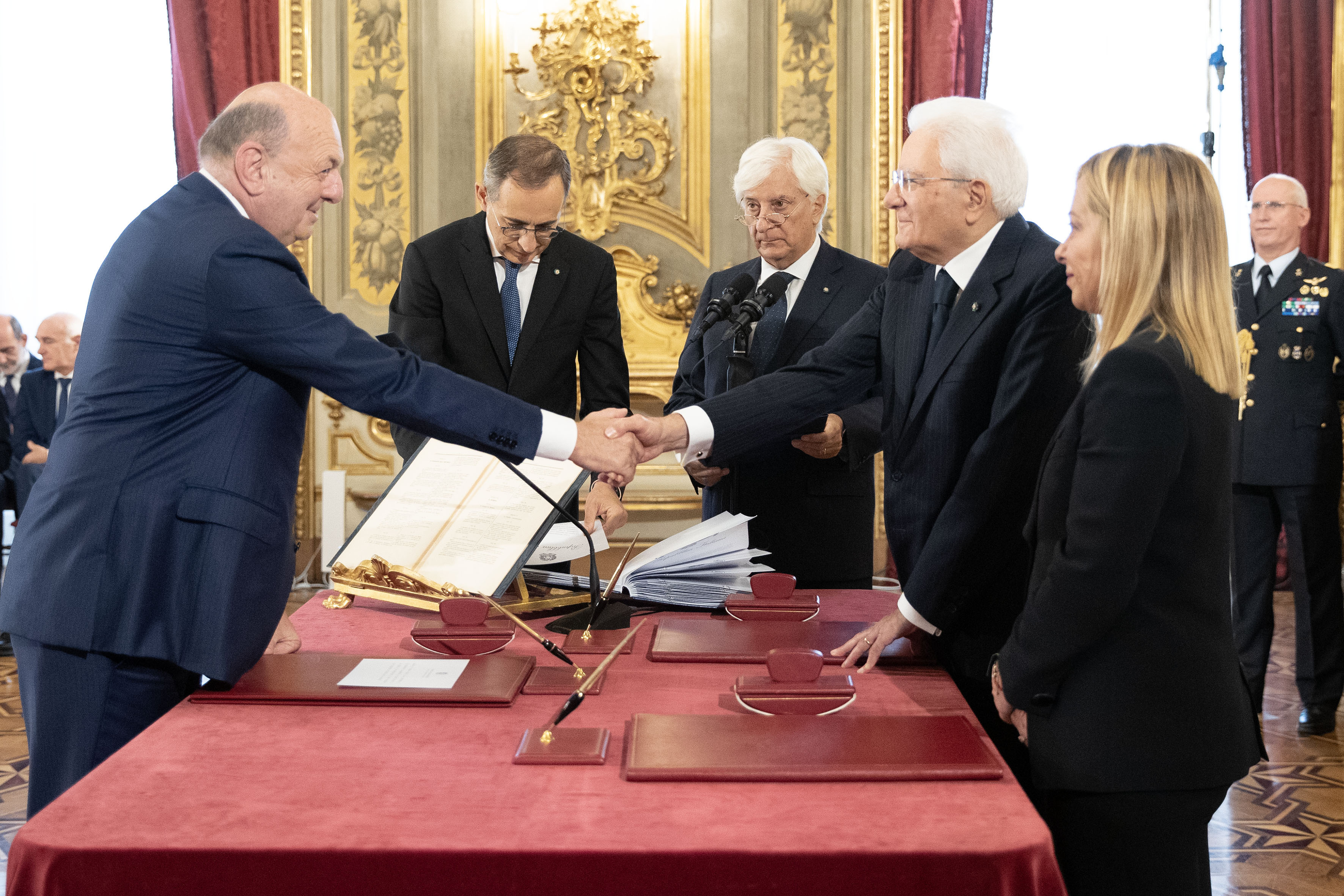
Pichetto Fratin giura come Ministro dell'ambiente al Quirinale nelle mani del Presidente della Repubblica Sergio Mattarella il 22 ottobre 2022

Alle elezioni politiche anticipate del 2022 viene ricandidato alla Camera dei deputati, come capolista di Forza Italia nel collegio plurinominale Piemonte 1 - 02 (Chieri-Moncalieri), risultando eletto.
Con la vittoria del centro-destra e di Giorgia Meloni alle politiche del 2022, e il successivo incarico di formare un governo affidato a Meloni, il 21 ottobre 2022 Pichetto Fratin viene indicato quale Ministro dell'ambiente e della sicurezza energetica. Il giorno successivo giura nelle mani del Presidente della Repubblica Sergio Mattarella come Ministro dell'ambiente e della sicurezza energetica nel governo Meloni.

## Posizioni politiche
Considerato vicino ad Antonio Tajani all'interno di Forza Italia, è favorevole alla flat tax e alla reintroduzione dell'energia nucleare in Italia. È contro la tassa sulla plastica, su cui disse "La considero un assurdo perché va a colpire le nostre imprese", e contro lo stop all'immatricolazione delle auto con motore endotermico, su cui affermò che "È una soluzione molto ideologica e poco realistica" l'8 giugno 2022 dopo il via libera dell’Europarlamento al pacchetto Fit for 55.
Il 28 novembre 2022, dopo il disastro della frana di Ischia, si scaglia, in diretta radiofonica su RTL 102.5, contro l'abusivismo edilizio, affermando che «basterebbe mettere in galera il sindaco e tutti coloro che lasciano costruire». L'affermazione suscita le proteste da ogni fronte, dai sindaci dell'Isola d'Ischia passando dal presidente dell'ANCI Antonio Decaro e dall'opposizione parlamentare, fino all'interno del governo di centro-destra di cui fa parte Pichetto Fratin, dalla ministra del turismo Daniela Santanchè fino al vicepremier Matteo Salvini, costringendolo a rivedere la sua affermazione.

## Incarichi parlamentari

### Senato della Repubblica

#### XVI legislatura
- Segretario della 5ª Commissione Bilancio (dal 22 maggio 2008 al 12 ottobre 2010)[24]
- Membro della 5ª Commissione Bilancio (dal 13 ottobre 2010 al 14 marzo 2013)[24]
- Membro della 11ª Commissione Lavoro, previdenza sociale (dal 26 giugno 2008 al 9 marzo 2011) (in sostituzione di Maria Elisabetta Alberti Casellati)[24]
- Membro della Commissione parlamentare d'inchiesta sugli infortuni sul lavoro, con particolare riguardo alle cosiddette "morti bianche" (dal 15 luglio 2008 al 14 marzo 2013)[24]

#### XVIII legislatura
- Tesoriere del Gruppo parlamentare Forza Italia Berlusconi Presidente-UDC al Senato della Repubblica (dall'11 aprile 2018 al 12 ottobre 2022)[25]
- Membro della 5ª Commissione Bilancio (dal 21 giugno 2018 al 12 ottobre 2022)[25]
- Membro della Commissione speciale per l'esame degli atti urgenti presentati dal Governo (dal 29 marzo al 21 giugno 2018)[25]

### Camera dei deputati

#### XIX legislatura
- Membro della 7ª Commissione Cultura, scienza e istruzione (dal 9 novembre 2022); sostituito da Annarita Patriarca (dal 9 novembre al 16 novembre 2022) e poi da Giorgio Mulé (dal 16 novembre 2022)[26]